# Đông hầu vàng
Đông hầu vàng (danh pháp hai phần: Turnera ulmifolia) là một loài thực vật thuộc chi Đông hầu, họ Lạc tiên. Đây là loài bản địa Tây Ấn và México. Một nghiên cứu gần đây cho thấy rằng đông hầu vàng có khả năng tạo hoạt động kháng sinh hoạt động chống lại kháng-methicillin Staphylococcus aureus (MRSA).

## Mô tả
Đông hầu vàng thuộc cây bụi thường niên mọc thẳng, có thể cao đến 1.5 mét. Lá hình mũi mác rộng, dài 5–8 cm, viền lá có răng, cuốn lá ngắn và mọc cách. Hoa đơn mọc từ nách lá, có 5 cánh, cánh hoa gần tròn và màu vàng. Bao trái nhỏ và chứa nhiều hạt. Hoa thường nở vào 6:00 sáng và tàn vào 11:30 trưa. Sâu ngài Tawny Coster (Acraea terpsicore) là loài chuyên ăn lá các cây đông hầu. Đông hầu vàng thường được nhầm lẫn với loài đông hầu damiana (Turnera diffusa), loài được sử dụng trong các thức uống truyền thống của người México, do hình thái khá giống nhau.

## Thành phần hóa học

Caffeine

Đông hầu vàng chứa các cyanogenic glucoside như deidaclin, tetraphyllin A, epi-tetraphyllin B và tetraphyllin B. Dầu hạt chứa các acid béo như uernolic acid, malvalic acid và sterculic acid. Tinh dầu lá chủ yếu chứa β-caryophyllene và (Z)-3-hexen-1-ol. Ngoài ra, caffeine cũng được tìm thấy ở loài này.

## Hình ảnh

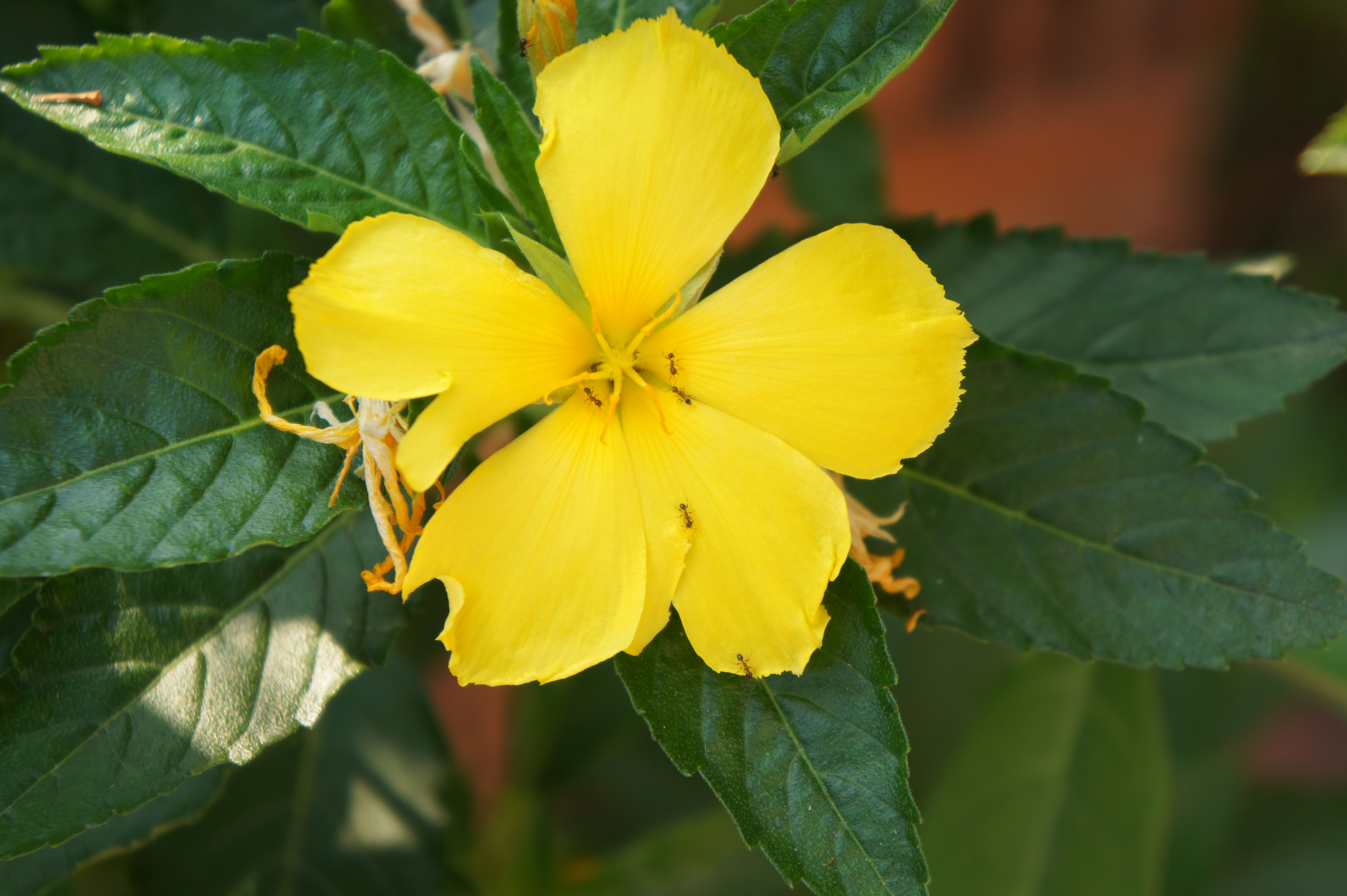
Một hoa đông hầu vàng
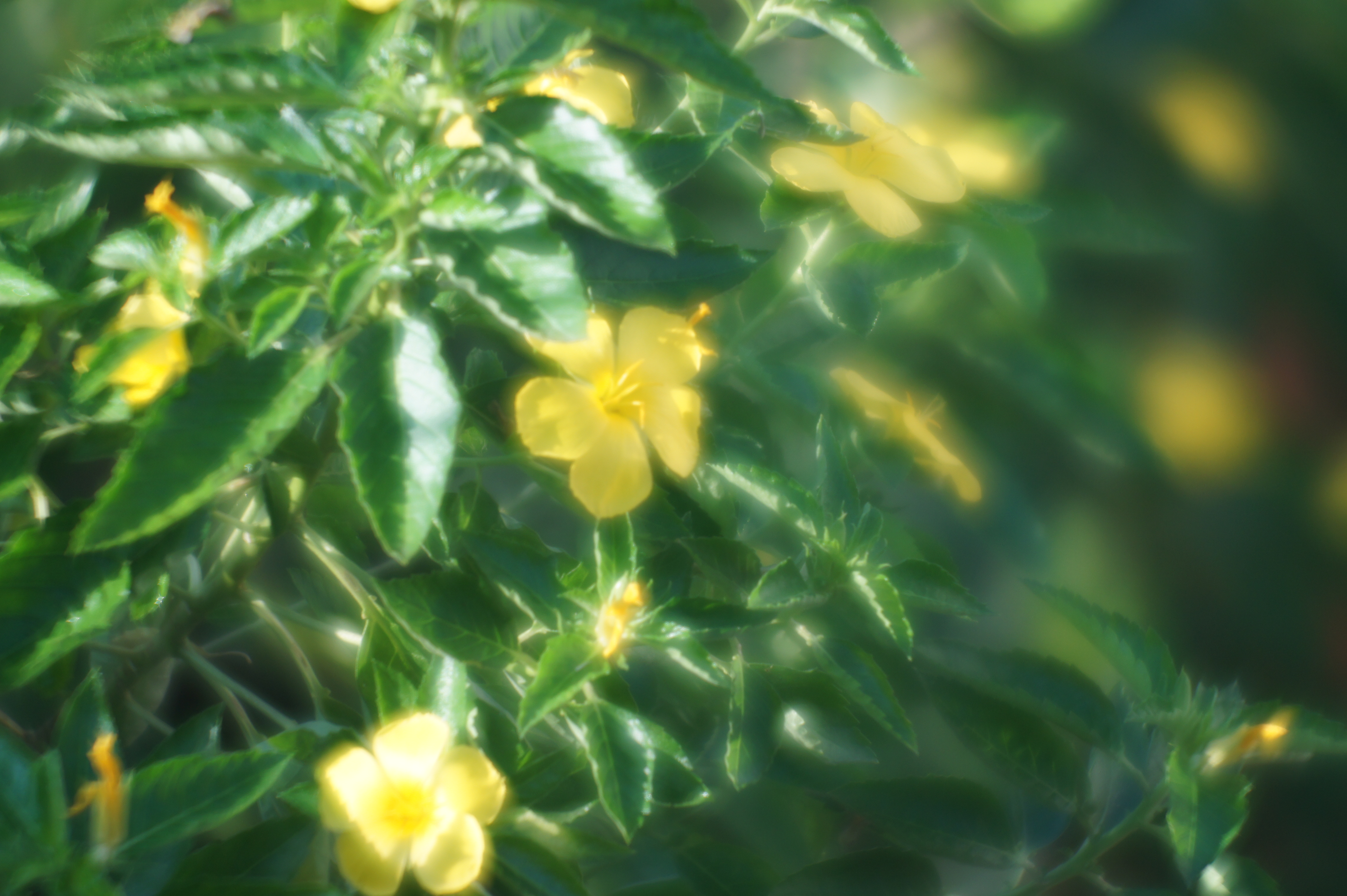
Những bông hoa Đông hầu vàng trong nắng
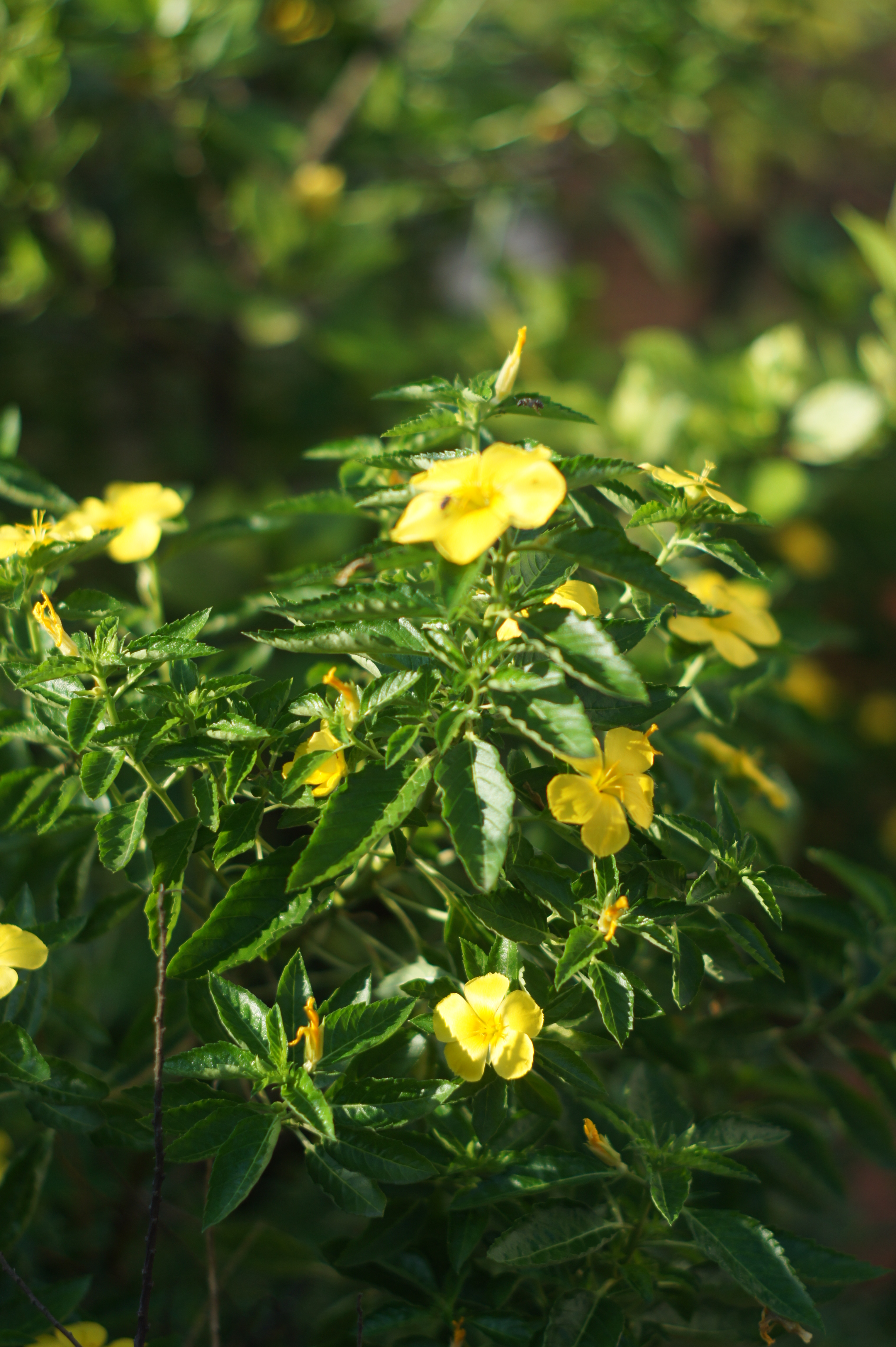
Đông hầu vàng trong nắng